# 파이퍼 니븐

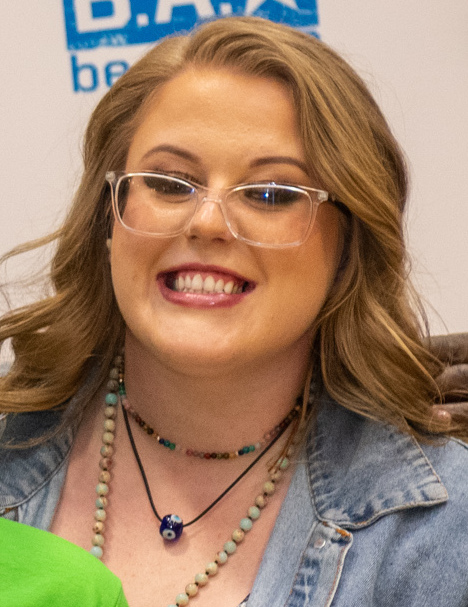

파이버 니븐(Piper Niver, 1990년 5월 6일 ~)은 여자 영국 프로레슬링선수다. 키는 166cm(5 ft 7 in)에다가 몸무게는 100kg(220 lb)나가는 모습이다. 프로레슬링중에서 강력한 맷집이 어마어마한 체격이다. 나이아 잭스보다 비슷한 모습이다. 2007년 프로레슬링 입문을 하는 상태다. 피니쉬는 블랙 홀 슬램(스윙 사이드 슬램), 미치노쿠 파일드라이버(싯아웃 바디 슬램 파일드라이버)라는 가지고 있다. 게다가 추가로 베이더 밤(코너 슬링샷 스플래쉬), 스네이크 바이트(일렉트릭 체어 페이스버스터)로 사용을 하는 그런 가지고 있다. 이전에는 2021년 ~ 2023년까지는 WWE 링네임이 듀드롭(Doudrop)사용을 한 적은 있다. 그리고 첼시 그린과 태그팀도 가능도 했다는 증거다. 그리고는 WWE 월드 24/7웨이트 챔피언 2회도 가지고 있다. 본명은 킴벌리 벤슨(Kimberly Benson)이라고 한다. 영국 스코틀랜드 에어셔라고 출신이다. 그러나 뿐만 아니라 다른 남자 선수들과 대결도 한적도 있었다고 한다.

## Professional wrestling highlights
- Finishing moves
  - Black Hole Slam (Swing side slam)
  - Michinoku Driver (Sitout body slam piledriver)
  - Snake Bite (Electric chair facebuster)
  - Viper Bomb (Corner slingshot splash)
- Signature moves
  - Airplane spin
  - Body slam
  - Butt bump
  - Cannonball senton follow senton
  - Crossbody
  - Fireman's carry slam
  - Headbutt
  - Hip toss
  - Lariat
  - Seated senton
  - Senton
  - Short arm lariat
  - Snap powerslam
  - Snap spinebuster
  - Splash
- Entrance themes
  - "The Culling" Mark Moore (WWE NXT UK; 2019-2021)
  - "Boss It" by Def Rebel (WWE; 2021)
  - "We Fly" by Def Rebel (WWE; 2021)
  - "I Does It" by Def Rebel (WWE/WWE NXT; 2021-2023)
  - "Taste the Jealousy" by Def Rebel (WWE; 2023-present)

## 수상
- AOW 월드 위민스웨이트 챔피언 (1회)
- ABC 월드 위민스웨이트 챔피언 (1회)
- 피어스 월드 피메일스웨이트 챔피언 (1회)
- ICW 월드 위민스웨이트 챔피언 (1회)
- ICW 월드 위민스웨이트 챔피언 토너먼트 (2015)
- PCW 월드 위민스웨이트 챔피언 (1회)
- 프로레슬링 EVE 월드 위민스웨이트 챔피언 (1회)
- 프로레슬링 EVE 월드 인터네셔널웨이트 챔피언 (1회)
- 프로레슬링 EVE 월드 인터네셔널웨이트 챔피언 토너먼트 (2018)
- 랭크드 넘버 37 오브 더 탑 50 피멜 레슬링 인더 PWI 피멜 50 인 2017
- SWE 월드 퓨전 디비전웨이트 챔피언 (1회)
- 캘리도우니 컵 (2014)
- WOS 월드 위민스웨이트 챔피언 (1회)
- W3L 월드 위민스웨이트 챔피언 (2회)
- 아이터스트 오브 스타덤 월드 챔피언 (1회) - 하즈키 언드 시라이 이오
- SWA 월드 챔피언 (1회)
- 트리오스 월드 태그팀웨이트 토너먼트 (2019) - 비 프리스틀리 언드 하야시시타 우타미
- 파이브 스타 GP 어워드 (1회)
  - 파이브 스타 GP 아웃스탠딩 퍼포먼스 어워드 (2017)
- WWE 월드 24/7웨이트 챔피언 (2회)
- WWE 월드 위민스 태그팀웨이트 챔피언 (1회) - 첼시 그린